# Szefostwo Służby Ruchu Lotniczego Sił Zbrojnych RP
Szefostwo Służby Ruchu Lotniczego Sił Zbrojnych RP (SSRL SZ RP) – jednostka bezpośrednio podległa Dowódcy Generalnemu Rodzajów Sił Zbrojnych, centralny organ sprawujący specjalistyczny nadzór nad działalnością służby ruchu lotniczego w Siłach Zbrojnych RP. 
W swojej działalności sprawuje nadzór nad stosowaniem jednolitych procedur i standardów wyposażenia technicznego oraz wyszkolenia personelu zgodnie z normami ustalonymi przez NATO i ICAO w jednolitym systemie zarządzania ruchem lotniczym, który został przyjęty przez Rzeczpospolitą Polską
Szefostwo Służby Ruchu Lotniczego Sił Zbrojnych RP ściśle współpracuje z Urzędem Lotnictwa Cywilnego i współdziała z państwowym organem zarządzania ruchem lotniczym – Polską Agencją Żeglugi Powietrznej – i innymi organizacjami lotniczymi. Głównym celem współdziałania jest zapewnienie w czasie pokoju bezpieczeństwa ruchu lotniczego w polskiej przestrzeni powietrznej wszystkim jej użytkownikom i umożliwienie płynnego przejęcia zarządzania ruchem lotniczym przez Siły Zbrojne RP na wypadek wojny, stanu wojennego lub stanu wyjątkowego .

## Historia utworzenia
Szefostwo Służby Ruchu Lotniczego Sił Zbrojnych RP sformowane zostało na podstawie decyzji Ministra Obrony Narodowej z dnia 10 maja 2001 roku, Nr Pf40/Org./P-5; Działalność służbową rozpoczęło 1 stycznia 2002 roku. Jego zalążkiem był Oddział Służby Ruchu Lotniczego Dowództwa Wojsk Lotniczych i Obrony Powietrznej. Wyodrębnienie komórki ruchu lotniczego z Dowództwa i utworzenie samodzielnej jednostki stało się za sprawą Jednolitego Systemu Zarządzania Ruchem Lotniczym. 

Insygnia
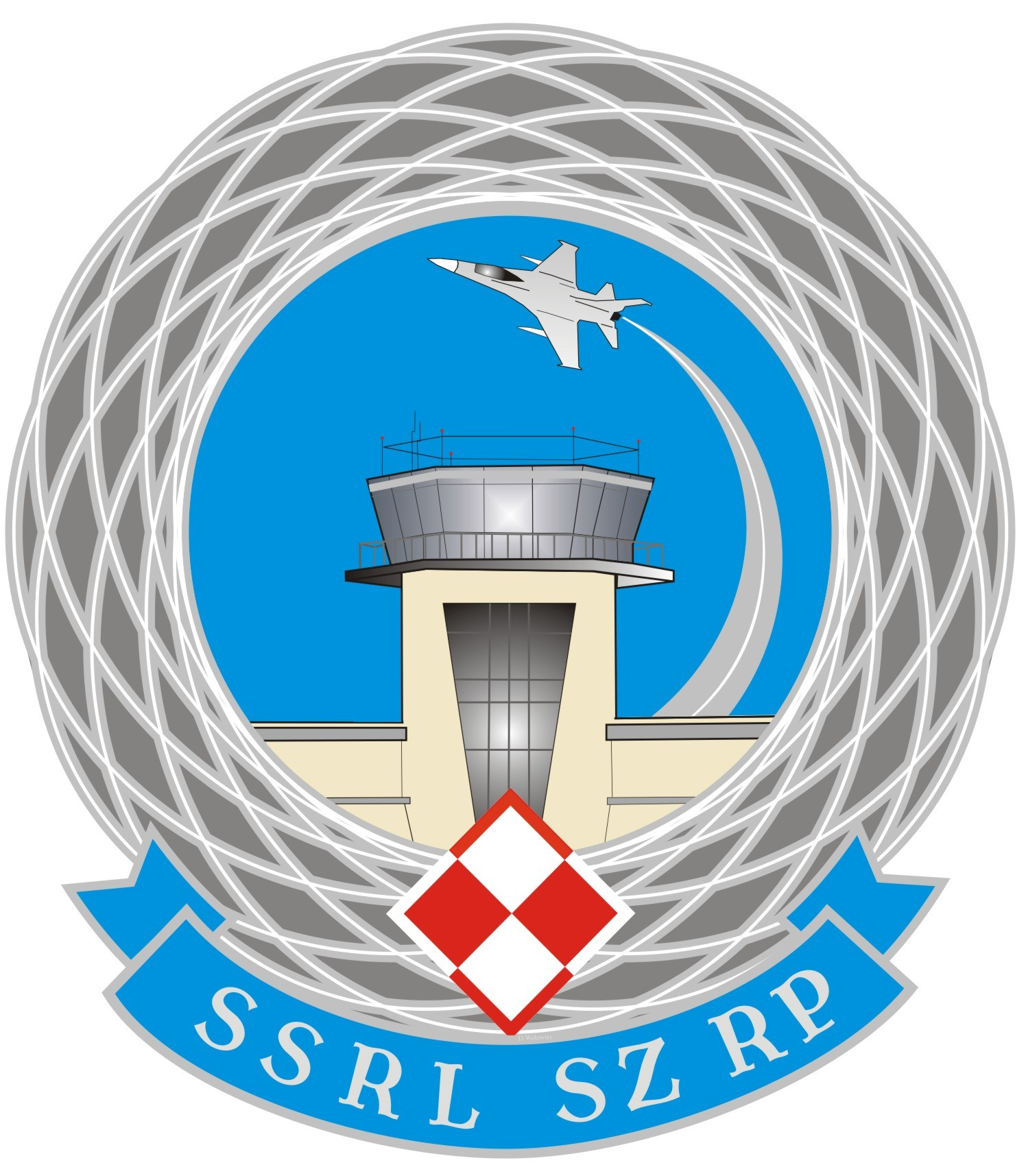
Odznaka pamiątkowa (2011)
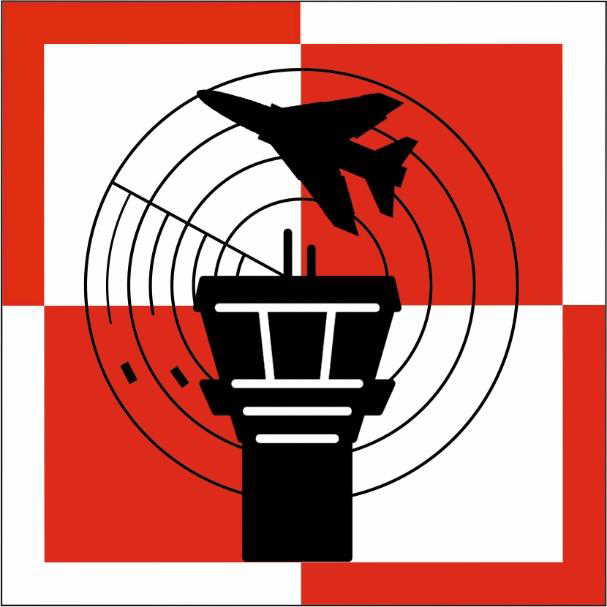
Oznaka rozpoznawcza na mundur wyjściowy (2022)
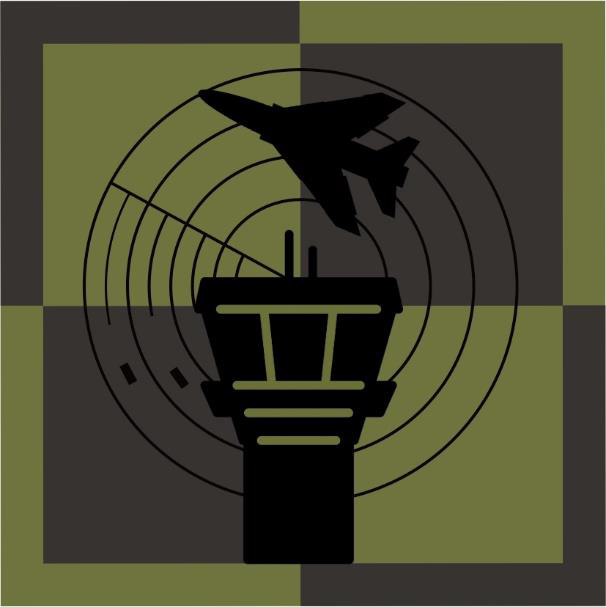
Oznaka rozpoznawcza na mundur polowy (2022)

## Zadania Szefostwa Służby Ruchu Lotniczego Sił Zbrojnych RP
Do podstawowych zadań szefostwa Szefostwa Służby Ruchu Lotniczego Sił Zbrojnych RP należy :
- współpraca z Polską Agencją Żeglugi Powietrznej i Urzędem Lotnictwa Cywilnego w zakresie wprowadzania zasad elastycznego użytkowania przestrzeni powietrznej oraz ścisłe współdziałanie w zarządzaniu polską przestrzenią powietrzną;
- planowanie ćwiczeń i treningów z udziałem lotnictwa Sił Zbrojnych RP oraz lotnictwa wojskowego innych państw;
- udział w pracach Komisji Badania Wypadków Lotniczych Lotnictwa Państwowego, dotyczących ustalenia przyczyny zdarzenia lotniczego;
- prowadzenie postępowań wyjaśniających w przypadkach nieprzestrzegania przepisów ruchu lotniczego lub spowodowania zagrożenia bezpieczeństwa lotów przez wojskowy personel latający lub wojskowy personel służb ruchu lotniczego[2] ;
- prowadzenie analizy stanu bezpieczeństwa ruchu lotniczego w Siłach Zbrojnych RP i podejmowanie niezbędnych przedsięwzięć profilaktycznych w celu jego poprawy[3] ;
- współpraca z organami bezpieczeństwa lotów w celu zapewnienia bezpieczeństwa ruchu lotniczego[2] ;
- wydawanie zgód dotyczących wykonywania operacji lotniczych (start i lądowanie) na lotniskach wojskowych przez cywilne statki powietrzne krajowe i zagraniczne.;
- opracowywanie projektów rozkazów i zarządzeń w sprawie planowania, organizacji i kontroli ruchu lotniczego w Siłach Zbrojnych RP[3] ;
- wydawanie wytycznych w sprawie planowania, organizacji i kontroli ruchu lotniczego w Siłach Zbrojnych RP;
- opracowywanie harmonogramów i założeń programowych szkolenia specjalistycznego dla personelu służby ruchu lotniczego w Siłach Zbrojnych RP[3] ;
- współpraca z Lotniczą Komisją Egzaminacyjną (LKE) w zakresie licencjonowania i certyfikowania personelu służby ruchu lotniczego[3] ;
- opiniowanie i opracowywanie projektów umów oraz porozumień międzynarodowych i krajowych w sprawie zarządzania ruchem lotniczym;
- przygotowywanie założeń i wymagań operacyjno-technicznych w zakresie modernizacji i doskonalenia systemu automatyzacji zarządzania ruchem lotniczym;
- współpraca z komórkami organizacyjnymi Sił Zbrojnych RP i instytucjami cywilnymi w zakresie prac naukowo-badawczych i doświadczalnych, dotyczących organizacji i wyposażenia technicznego służb ruchu lotniczego;
- praktyczne sprawdzenie (testowanie) założeń w zakresie funkcjonowania systemu zarządzania ruchem lotniczym w Siłach Zbrojnych RP przed wprowadzeniem ich do eksploatacji;
- nadzór nad wyposażeniem i funkcjonowaniem urządzeń technicznych wspierających funkcjonowanie służb ruchu lotniczego;
- prowadzenie „Rejestru Wojskowych Lotniczych Urządzeń Naziemnych”;
- prowadzenie „Rejestru Lotnisk i Lądowisk Wojskowych”[4] ;
- przydzielanie kodów MOD-S dla statków powietrznych Sił Zbrojnych RP;
- zbieranie, przetwarzanie, aktualizowanie i dostarczanie danych o lotniskach wojskowych do państwowego organu zarządzania ruchem lotniczym w celu ich publikacji w Zbiorze Informacji Lotniczych AIP Polska MIL AIP Polska;
- opracowywanie i aktualizacja procedur przyrządowego podejścia do lądowania i procedur odlotowych dla lotnisk wojskowych;
- opiniowanie wniosków dotyczących budowy obiektów mogących stanowić przeszkody lotnicze pod względem ich lokalizacji i wpływu na lotniska wojskowe;
- prowadzenie rejestru personelu ATS[3] ;
- wydawanie uprawnień lotniczych personelowi ATC[2] [3] ;
- nadzór nad funkcjonowaniem służb ruchu lotniczego Sił Zbrojnych RP;
- współpraca i współdziałanie z polskimi organizacjami lotniczymi, organizacjami międzynarodowymi (NATO, ICAO, ECAC, EUROCONTROL) oraz służbami ruchu lotniczego innych państw;

## Struktura organizacyjna[5]
- Szef Szefostwa Służby Ruchu Lotniczego SZ RP – płk dypl. pil. Cezary Wasser
  - Oddział Zarządzania Przestrzenią Powietrzną
    - Wydział Koordynacji
    - Wydział Planowania

  - Oddział Służby Ruchu Lotniczego
  - Oddział Informacji i Procedur Lotniczych
    - Wydział Projektowania Procedur
    - Wydział Publikacji Lotniczych
    - Wydział Lotniskowy

  - Oddział Koordynacji Wykorzystania Przestrzeni Powietrznej
  - Oddział Eksploatacji i Normalizacji
  - Wydział Organizacyjno-Szkoleniowy

## Szefowie
- płk pil. Telesfor Markiewicz, 2002 - 2003
- płk pil. Waldemar Jaruszewski 2003 - 2007
- płk pil. Tomasz Drewniak, 2007- 2008
- płk pil. Cezary Wasser, od 2008 - 2022
- płk pil. Piotr Tusza, od 2022